# Naravoslovje
Naravoslovne vede raziskujejo fizično, nečloveško podobo naravnega sveta. Razlikujemo jih od družbenih ved na eni strani, kot tudi od umetnosti in humanističnih ved na drugi. Naravoslovne vede v splošnem poskušajo pojasniti delovanje sveta preko naravnih procesov z razliko od božanskih.
Pojem naravoslovja uporabljamo tudi zaradi razlikovanja med »znanostjo« kot vedo, ki uporablja znanstveno metodo in »znanostjo«, kot področja znanja v splošnem, na primer računalništvo ali celo »teološka znanost«.
V različnih kontekstih so naravoslovne vede določene različno. Včasih jih imenujejo biološke znanosti, ki se tičejo bioloških procesov in jih razlikujejo od fizikalnih znanosti, ki proučujejo fizikalne in kemijske zakone kot osnovo Vesolja, pa tudi tehniških ved, ki se ukvarjajo s praktičnim preoblikovanjem in uporabo narave v korist človeka (rudarstvo, metalurgija, vede o materialih, nanotehnologija, geodezija, gradbeništvo in arhitektura, strojništvo, eletrotehnika, tekstilstvo, kemijska tehnologija, agronomija, gozdarstvo, lesarstvo, računalništvo in informatika itd.)

## Naravoslovne vede
Najbolj znane naravoslovne vede so:
- astrofizika
- astronomija
- biokemija
- biologija
- ekologija
- fizika
- geofizika in seizmologija
- geologija in paleontologija
- geografija (delno)
- hidrologija in meteorologija
- kemija
- kozmologija
- fizična antropologija z anatomijo (delno tudi medicinske vede)
- tloslovje (pedologija)